# Glossario di apprendimento online
Glossario di E-learning con termini e acronimi muniti di indicazioni sitografiche

## A
ADL, Advanced Distributed Learning sito
- Iniziativa del Dipartimento della difesa degli Stati Uniti d'America finalizzata a ottenere la interoperabilità

tra courseware basato su computer e quello basato su Internet
mediante lo sviluppo di un unico inquadramento tecnico comune
che organizza contenuti sotto forma di learning objects riutilizzabili.
V. a. SCORM.
AICC, Aviation Industry Computer-Based Training Committee sito
Associazione internazionale di professionisti del technology-based training
che sviluppa linee guida per l'addestramento nell'ambito dell'industria
ALIC, Advanced Learning Infrastructure Control sito -
Consorzio giapponese
Apprendimento collaborativo - Modalità di apprendimento che si basa sulla valorizzazione della collaborazione all'interno di un gruppo di allievi.
Apprendimento cooperativo - Modalità di apprendimento che si basa sull'interazione all'interno di un gruppo di allievi.
Apprendimento online - termine ombrello usato per descrivere qualsiasi esperienza di apprendimento che si svolge online.
Apprendimento sincrono - Evento di apprendimento in tempo reale, in presenza di un docente, in cui i partecipanti sono tutti in rete e comunicano direttamente gli uni con gli altri.
Architettura dell'informazione - Organizzazione del contenuto in categorie e creazione di un'interfaccia per mostrarle allo studente.
ASTD, American Society for Training & Development (Linking People, Learning and Performance)
 - Associazione dei professionisti dell'apprendimento sul posto di lavoro
e della performance

## B
Blended learning - Può riguardare l'uso di diversi media nell'ambito dell'e-learning,
di diversi modelli didattici, di modalità sincrone e asincrone di
studio. Il blended learning però è soprattutto conosciuto come
modalità di erogazione di percorsi formativi che integra e-learning
e formazione d'aula, soluzione che sta ottenendo un successo
rilevante sia in efficacia che in gradimento.
Blog, altrimenti detto “weblog”, è una pagina web nella quale vengono pubblicati in ordine cronologico testi, immagini, suoni, filmati e link.

## C
CAI, computer-assisted instruction - termine utilizzato negli anni sessanta e settanta per attività di insegnamento con l'aiuto del computer (corso di istruzione individuale svolto con l'ausilio di programmi e di esercizi con punteggio forniti dall'elaboratore)
CBL, Computer-based learning
CBT, Computer-based training
CLO, Chief learning officer
CMI, Computer-managed instruction
CMS, Content Management System
CNI, Coalition for Networked Information sito
CoD, Content on Demand
Courseware, termine collettivo che indica tutti gli oggetti, digitali e non, che costituiscono un corso e-learning
CRM, Customer relationship management

## D
distance education, espressione inglese per Formazione a distanza
distance learning, espressione inglese per Apprendimento a distanza

## E
enterprise-wide e-learning

## F
Facilitative tools - Software usati per la distribuzione dei corsi (mailing list, chat, audio/video in streaming, pagine web)
Facilitator  - Istruttore online che aiuta gli studenti ad interagire con l'ambiente di apprendimento
FAD Formazione a distanza
Feedback - Retroazione informativa. Avviene tra il sistema e lo studente e risulta da un'azione o da un processo. Può essere negativa o positiva, viene usata per connotare un comportamento. Secondo significato: informazione fornita allo studente mentre sta svolgendo un test online sulla correttezza della sua risposta
Forum

## G
Glossario ASTD pagine
granularità

## H
Help desk - Servizio di assistenza tecnica per gli studenti che hanno problemi di software o hardware.

## I
ID, instructional designer
IEEE, Institute of Electrical and Electronics Engineers, organizzazione che si occupa dello sviluppo di standard tecnici e buone prassi per l'armonizzazione dei sistemi formativi
IEEE LTSC, Learning Technology Standards Committee sito Archiviato il 12 ottobre 2004 in Internet Archive.
ILT, instructor-led training
IM, instant messenger
IMS, Instructional Management Systems sito
Instructional Design (Progettazione della formazione) - Approccio sistemico alla progettazione di un'esperienza di apprendimento
Instructional management system - Specifiche tecniche sviluppate dall'IBM che definiscono il modo con cui i materiali di apprendimento può essere scambiato su Internet e come le organizzazioni e i discenti possono usare questi materiali
Interfaccia grafica - Modalità di rappresentare funzioni e contenuti di un programma all'utente tramite elementi visivi, come icone.
Internet based training - Distribuzione di contenuti educativi via web browser sulla rete Internet, oppure su un'intranet privata.
'Interoperabilità - Una delle caratteristiche richieste dallo SCORM.  Nelle-learning è la capacità di diversi elementi software e hardware di operare all'unisono.

## K
KMS - knowledge management system
Knowledge asset - L'oggetto di un diritto di proprietà intellettuale. Può essere un'informazione, oppure un documento, oppure  anche un'informazione su un documento
Knowledge management - La disciplina che si occupa di recuperare, analizzare ed organizzare la conoscenza e le esperienze dei lavoratori di un'organizzazione. Si occupa inoltre di rendere la conoscenza immagazzinata disponibile nella maniera più efficacemente fruibile.

## L
LCMS Acronimo di learning content management system, piattaforma software resa disponibile online per la gestione dei contenuti digitali dell'apprendimento.
Learning object (LO), oggetto didattico. I learning object sono i “blocchi didattici”, autonomi tra loro ed indipendenti dal contesto, che possono essere assemblati in ogni momento, in base alle esigenze del discente.
LMS, acronimo di learning management system
LSP, learning service provider,  fornitore di servizi per l'apprendimento
LTSC, learning technology standards committee sito ufficiale - comitato di IEEE

## M
M-learning, mobile learning - È un'estensione del concetto di e-learning. Riguarda l'uso di dispositivi wireless come telefoni cellulari e Personal Digital Assistant (PDA).
Mentore - Persona di esperienza che affianca e guida lo studente
Mentoring -  Metodologia formativa basata su una relazione uno a uno (formale o informale) tra un soggetto più esperto (senior, mentor) e uno meno esperto (junior, mentee, protégé), cioè l'allievo.
MERLOT, Multimedia Educational Resource for Learning and Online Teaching sito ufficiale
MOOC, Massive open online course
MUD, multi-user dimension or multi-user domain
Multicasting - Trasmissione di informazioni su più di un supporto. Per esempio: spedizione di un messaggio a una lista di persone (come e-mail), via teleconferenza e via videoconferenza.
Multimedia - Comprende l'interazione tra testi, immagini, suoni e colori su un unico supporto.

## O
OCLC, Online Computer Library Center sito

## P
Portale - Sito che funge da "porta di accesso" per l'utente e gli permette di raggiungere diversi siti che hanno uno stesso argomento.
Proprietà intellettuale

## R
Riusabilità - Una delle caratteristiche più importanti previste dallo SCORM per i learning object
RLO, Reusable learning object - La più piccola componente di ogni programma di e-learning. Il vantaggio dell'approccio basato sui learning object è che ogni LO è autocoerente ed indipendente dalla piattaforma

## S
SCO, Shareable Content Object
SCORM, Sharable Content Object Reference Model - Insieme di specifiche studiate per armonizzare l'uso di learning object
Self-assessment - Processo attraverso il quale lo studente determina il proprio livello di conoscenze
Self-paced learning - Apprendimento in modalità asincrona, per esempio con CD-ROM, senza l'interazione con un docente, dove lo studente controlla da sé i progressi fatti.
sie-L, Società Italiana di e-Learning sito
SIF, School's Interoperability Framework sito Archiviato il 9 ottobre 2004 in Internet Archive.
Skill gap analysis
SME, subject matter expert
Storyboard - Presentazione dettagliata di un progetto multimediale che illustra le caratteristiche e funzionalità di un corso e-learning.
Synchronous learning - vedi Apprendimento sincrono

## T
Technology based training (TBT) - Descrive l'intera gamma di apprendimento elettronico, indipendentemente dai metodi di distribuzione (offline o online). Inoltre, il termine comprende tutti i metodi di insegnamento, come i tutorial, le simulazioni e gli ambienti di apprendimento collaborativo
Template - Pagina che contiene già la struttura, l'intitolazione e lo sfondo. Manca soltanto il contenuto, che dev'essere riempito dall'utente.
Tinkering (in inglese significa armeggiare) - è un metodo educativo basato sul gioco e su laboratori creativi di robotica che avvicinano i bambini allo studio delle materie STEM (scienze, tecnologia, ingegneria, matematica).
Tutorial - Guida memorizzata nel computer dove l'informazione è presentata nella modalità passo-per-passo.

## U e V
Usabilità - Parametro che indica la facilità d'uso di un'applicazione di apprendimento online
Videoconferenza - L'uso della tecnologia audio e video per collegare i partecipanti ad un corso che si trovano distanti fisicamente

## W
Web based training (WBT) - Formazione via Internet e accessibile tramite web browser
Web conference - Riunioni tra persone situate in luoghi fisici diversi che si collegano tramite tecnologie web
Webinar, seminario tramite Web
What you see is what you get - Funzione di un programma di testo e grafica che consente all'utente di vedere sullo schermo quello che otterrà una volta che avrà stampato il documento
World Wide Web - Insieme di risorse disponibili su Internet e accessibili tramite web browser